# Anthomyza cursor
Anthomyza cursor är en tvåvingeart som först beskrevs av Jean-Jacques Kieffer 1906.  Anthomyza cursor ingår i släktet Anthomyza och familjen sumpflugor. Inga underarter finns listade i Catalogue of Life.